# Сантільяна-дель-Мар
Сантільяна-дель-Мар (ісп. Santillana del Mar, вимов. [сантіяна дель мар]) — муніципалітет в Іспанії, у складі автономної спільноти Кантабрія. Населення — 4245 осіб (2023).
Муніципалітет розташований на відстані близько 330 км на північ від Мадрида, 25 км на захід від Сантандера.
На території муніципалітету розташовані такі населені пункти: Арройо (Arroyo), Кампленго (Camplengo), Ерран (Herrán), Міхарес (Mijares), Кеведа (Queveda), Сантільяна-дель-Мар (адміністративний центр), Убіарко (Ubiarco), Вісп'єрес (Vispieres), Віведа (Viveda), Юсо (Yuso). Також входить ще Мортео (Morteo) — стародавнє місто, розташоване на пагорбі біля моря, між Убіарко та Арройо, з якого збереглися фундаменти деяких стін.
У народі Сантільяна-дель-Мар відоме під прізвиськом «місто трьох побрехеньок», оскільки за народним висловом ісп. ni es santa, ni llana, ni tiene mar — «воно не святе, не рівне, ні моря не має» (у самого адміністративного центру немає моря, хоча його муніципалітет має вихід до моря).
З липня 2013 року Сантільяна-дель-Мар є частиною асоціації «Найкрасивіші містечка Іспанії» (Los Pueblos Más Bonitos de España).

## Демографія
Населення Сантільяна-дель-Мар, починаючи з його спаду наприкінці XV-го століття, зазнало повільного зростання і практично не змінювалося, коли воно не було негативним, з 1960-х років. У 1752 році тут було 1734 жителі, а в 1852 році — 2235. Демографічна стагнація з 1960-х років пояснюється поєднанням старіння населення, низького рівня народжуваності та переваг міграції.
Станом на 2024 рік в місті мешкає 4208 людей.
Динаміка населення (INE ):

## Етимологія
Місце, яке сьогодні займає Сантільяна-дель-Мар, називалося Планес із часів римського завоювання, про що свідчить латинський документ 980 року: baseleca Sancta Iuliana locum qui dicitur Planes. Площини могли походити від латинського planum — чисте місце між горами. З цього моменту важливість релігійного комплексу перевершила важливість самого місця, і, як наслідок, його належності до Астурійського королівства. У 1228 році він отримав назву ісп. Villa de Sancta Illana — Війя-де-Санкта-Іяна (Юліана). Вважається, що поточний топонім є похідним від цього, до якого було додано дель Мар просто через його близькість до Біскайської затоки.
Таким чином, оригінальна назва Санкта Іяна зустрічається разом у формі Сантаіяна в документі від 1326 року. В іншому від 1338 року воно читається як Санктіяна.

## Історичні факти
Муніципалітет був заселений з доісторичних часів, про що свідчать кілька археологічних залишків. Серед усіх них особливо виділяється печера Альтаміра, відкрита Модесто Кубільясом у 1868 році та внесена до списку світової спадщини Юнеско. Її називають Сикстинською капелою палеолитичного мистецтва за висловом археолога та історика Анрі Брейля.
У Сантільяна-дель-Мар невідомо про жодне стародавнє поселення, хоча керамічні докази були знайдені в районі Вісп'єра та надгробки в Еррані, усі з римських часів, тому було зроблено висновок про існування римського поселення поблизу нинішнього центру Сантільяни.
У 2014 році археологи Хав'єр Маркос Мартінес і Ліно Мантекон Кайехо повідомили урядовій раді Кантабрії про Кастро-де-ель-Сінчо (район Юсо), відомий лише місцевим жителям. Відтоді було проведено кілька археологічних кампаній, під час яких було виявлено комплекс стін; а також археологічних матеріалів, які хронологічно відносять до залізної доби.
Місто бере свій початок у Середньовіччі, створювалось навколо абатства Санта-Хуліана (Collegiate church and cloister of St Juliana). У некрополі цієї місцевості знайдено середньовічні людські кістки. Дата заснування монастиря невідома. Легенда це приписує деяким ченцям VIII або IX століття, які перенесли мощі святої Юліани Віфінської (Juliana of Nicomedia), замученої в Туреччині, сюди, заснувавши монастир у місці під назвою Планес. Заснування монастиря сучасні історики пов'язують з відновленням населення, якому сприяли наступники астурійського короля Альфонсо I. З 980 року монастир був зміцнений завдяки безперервним пожертвам вірян і став місцем проходження гілки шляху Сантьяго. Він встановлював територіальні та юрисдикційні домени, особливо в області, відомій як Меріндад-де-лас-Астуріас-де-Сантільяна, столицею якої він майже напевно був. Зазначена область Меріндад була однією із тринадцяти, які тоді утворили Кастильське королівство.
У 1045 році Фернандо I надав йому хартію, тому абатство, ймовірно, стало колегіальною церквою. Відтоді воно отримувало послідовні привілеї та пожертви від королів Кастилії. З 1175 року завдяки підтримці знаті абатству вдалося стати найважливішим абатством середньовічної Кантабрії. У 1209 році Альфонсо VIII видав йому нову грамоту, надавши місту статус міста. Монастир уже був колегіальною церквою, факт, який, ймовірно, можна підтвердити в документах після 1107 року, коли Сантільяна стала столицею Астурії де Сантільяна, а абат — його лордом.
У XII столітті абатство Санта-Юліана занепало, оскільки воно стало залежним від єпархії Бургоса, але почався розвиток міста, організований навколо Пласа-Майор або Меркадо (сьогодні Пласа-де-Рамон Пелайо) і Меріносової вежі. Як вираження цивільної влади, деякі з найбільших палаців і веж у місті були побудовані протягом XIV—XV століть членами сім'ї Мендоса, створивши таким чином маркізат Сантільяна.
Втрата королівського статусу означала припинення бути столицею корегідорства (corregimiento), що поклало початок занепаду міста. У сучасну епоху Астурія-де-Сантільяна була включена до юрисдикції корегідорства Куатро Біяс (Hermandad de las Cuatro Villas), області, яка тоді очолювалася Ларедо.
У 1509 році абат визнав главенство маркіза Сантільяни, але лише після жорстоких військових зіткнень, намагаючись відновити релігійну владу над містом.
Міський та економічний розвиток міста стагнував упродовж XVI століття, коли місто не брало участі в судовому процесі Дев'яти долин, важливому в історії інституцій, які дали початок Кантабрії. Внаслідок цього Сантільяна була адміністративно маргіналізована. Однак місто знову здобуло значний статус у XVII столітті завдяки багатству, пов'язаному з його участю в іспанській експансії в Європі та Америці.
Наприкінці XVI-го століття та протягом XVII-го століття більшість будинків, які збереглися сьогодні в Сантільяна-дель-Мар, були побудовані до центру міста, як це спостерігається донині. Майже всі вони дотримуються тієї ж типології, з двома поверхами, передній відкритий простір і більший задній, який спочатку містив двори, сонячні кімнати або ковані залізні чи дерев'яні балкони. Будинки часто мали дворянські герби, яких багато в місті. Таким чином, Сантільяна є по суті бароковим, хоча процес урбанізації його залишається невідомим.
За межами міста були споруджені будівлі релігійних орденів. Це були домініканські монастирі Регіни Коелі та Сан-Ільдефонсо, пансіон де Перегрінос і Педестріанс, госпіталі де ля Місерікордіа і де Сан Лазаро де Мортера. Наприкінці XVII століття колегіат церкви Санта-Юліана конкурував з колегіатом церкви Святих Тіл (яка була у Сантандері) за отримання права власності на собор міста Сантільяна-дель-Мар.
У 1833 році була заснована ратуша Сантільяни, яка також мала свій власний судовий округ до 1840 року, коли частина його перейшла до району Торрелабега, а інша частина до Сан-Вісенте-де-ла-Баркера. Незважаючи на занепад Сантільяни, вибірковий туризм почав формуватися завдяки тому, що різні політики, письменники та мандрівники писали про місто того часу.
У 1868 році була відкрита печера Альтаміра, одна з перлин світового наскального мистецтва. Відкриття печери привернуло увагу великої кількості науковців та інтелектуалів, які створили низку мистецьких та авангардних асоціацій у Сантільяні, з яких найважливішою була заснована в 1948 році школа Альтаміра (Escuela de Altamira), яка брала участь у відновленні печерного мистецтва.
Починаючи з 1849 року, через поширення пандемій холери на країну Басків, іспанський аристократичний туризм міцно вкоренився в провінції Сантандер. Саме тоді Сантільяна-дель-Мар став модним місцем. Романтичне мислення та бажання зберегти місто призвели до того, що в 1889 році його було оголошено історико-мистецькою пам'яткою. У 1927 році, за вказівкою графа Гуель, почалися перші реставраційні роботи в місті.

## Економіка
Муніципалітет чітко зосереджений на третинному секторі, особливо залежному від туризму. Цей сектор займає 55,2 % муніципальної економіки, що, однак, нижче 61 % середнього показника по Кантабрії. Промисловість займає 19,9 %, будівництво 16,7 % і первинний сектор 8,1 %. Усі ці відсотки перевищують відповідні загальні середні показники для Кантабрії.

## Туризм
Цей невеликий муніципалітет є однією з найважливіших туристичних визначних пам'яток у регіоні, оскільки тут розташована печера Альтаміра, яку вважають «Сикстинською капелою четвертинного мистецтва», а також добре збережений історичний центр, у якому знаходиться Колегіальна церква Сантільяна-дель-Мар, датована XII століттям.
Сантільяна-дель-Мар також має зоопарк і ботанічний сад значних розмірів, в яких переважає іберійська фауна і флора; є інсектарій, повністю колонізований метеликами дуже різноманітних характеристик і походження. Крім того, є кілька музеїв, як от музей інквізиції, єпархіальний Регіни Коелі та Хесуса Отеро.
Його вулиці вимощені бруківкою, а багато перших поверхів було перетворено на магазини, які продають типові кантабрійські продукти. Інші продають вироби кустарного виробництва, в яких переважають скульптури персонажів кантабрійської міфології.

## Забудова
Історичний центр Сантільяна-дель-Мар розташовано навколо двох головних вулиць, які ведуть до двох площ. Перша з вулиць історично мала різні назви (Каррера, Кантон і дель Ріо), веде до площі, першого центру міста, на якій розташована колегіальна церква. Історичний центр розділений на дві частини: перед колегіальною церквою, Пласа-дель-Абад Франсіско Наварро, і його східна сторона, Пласа-де-лас-Аренас. Коли місто Сантільяна отримало статус столиці Меріндад-де-лас-Астуріас-де-Сантільяна, відбувся демографічний ріст і потреба в житлі. Так приблизно у XIV столітті утворилася друга площа, яка спочатку називалася ринком, оскільки це було дозволено хартією 1209 року. Серед інших будівель Торре-дель-Меріно (музей) і Дон Борха, який зараз є ратушою. Вулиця, яка перетинає місто, отримала ім'я Хуана Інфанте.
За межами цього ядра, відокремленого від нього автономною магістраллю, розташовані монастир Регіни Коелі, Сан-Ільдефонсо та особняк Санчеса Тагле, а також парк під назвою Кампо Револго й різноманітні установи, такі як здоров'я і школа. На захід від міста є велика обсаджена деревами ділянка, яка межує зі згаданою дорогою, яка називається Авеніда де Ле Дора на честь французького міста-побратима. З іншого боку території є кемпінг Сантільяна. Окрім цього кемпінгу, у самому центрі міста є низка готелів, серед яких особливо виділяється національний хостел «Жіль Блас».

## Транспорт і зв'язок
До міста можна доїхати в основному по CA-131 (Барреда-Сантільяна-дель-Мар-Кобресес-Комільяс-Ла Ревілья). До цієї дороги можна легко дістатися як з A-67 (шосе Кантабрія-Месета), обравши або виїзд з Торрелавега або Поланко, або з A-8 (Кантабрійське шосе).

## Державні послуги

### Зона WIFI
Міська рада Сантільяна-дель-Мар створила безкоштовний доступ до Інтернету в місті як для мешканців, так і для туристів, і впроваджує широкосмуговий зв'язок для всього муніципалітету.

### Культурна спадщина
Указом від 27 липня 1943 року все місто Сантільяна-дель-Мар названо цілісним історико-мистецьким місцем. Історичний центр складається з однорідних кам'яних споруд, здебільшого XIV—XVIII століть. Селище розвинулося навколо дороги, вулиці Санто-Домінго, яка розпадається на дві: вулицю Хуана Інфанте, яка досягає площі Рамона Пелайо, і ту, яка називається Руа Дель Рей, сьогодні кожна частина має свої назви: Каррера, Кантйон і Дель Піо.
У цьому муніципалітеті є сім культурних об'єктів:
- Колегіальна церква Санта-Юліани та монастир (Colegiata de Santillana del Mar[es]).
- Вежа дона Бельтрана де ла Куева в Кеведе (Queveda[es]).
- Палац Віведа / Передо (гірський особняк XVIII ст.), пам'ятник (Palacio de Peredo[es]).
- Палац Міхарес, пам'ятник (Palacio de Mijares[es]).
- Печера Альтаміра.
- Вілла де Сантільяна — цілісний історичний комплекс (ісп. Villa de Santillana).
- Картулярій або Книга правил Колегіальної церкви Санта-Хуліана, яка зберігається в Колегіальній церкві Санта-Хуліана (ісп. Cartulario o Libro de Regla).

Крім того, середньовічна вежа Кальдерон де ла Барка (Casa-torre de los Calderón de La Barca) у Віведі (Viveda) внесена до списку об'єктів місцевого значення.

## Орографія
Муніципалітет має орографічне розширення пологих пагорбів і долин у своїй південній зоні, які спускаються до течії річки Саха (Río Saja) на висоті Віведа (Viveda), тоді як рельєф стає різким уздовж узбережжя з сильними скелями та невеликими затоками, до яких важко дістатися. Сьєрра-де-Уерво заважає побачити море з міста, воно майже повністю вільне від будівель, за винятком маленьких містечок Арройо та Убіарко, перше розташоване в улоговині, а друге на пагорбі. Один із входів веде до пляжу Санта-Хуста, єдиного в муніципалітеті, де є будинок, вмурований у скелю, а на скелях, на мисі, залишки вежі Сан-Тельмо. Окрім Санта-Хуста, входи Лос-Куадрос, Ігуеро, Ла-Херрона, Онсаперас і, нарешті, найбільший, Пуерто-Кальдерон, який, очевидно, був римським і середньовічним портом, а також служив притулком для німецьких підводних човнів під час Другої світової війни.
Як і в багатьох районах Кантабрії, часто зустрічаються печери, крім Альтаміри і Куева-де-лас-Паломас. На березі моря, в районі Ла Херрона, є дихала (буффи).

## Місто в літературі
Місто описане в багатотомному романі «Історія Жіль Бласа із Сантільяни» (1715—1735) французького письменника Алена Рене Лесажа. Саламанкський університет навіть сказав про Сантільяну, що це «оселок, оповитий літературним престижем».
Іспанський письменник Беніто Перес Гальдос розповідає про місто в «Cuarenta leguas por Cantabria» («Сорок льє через Кантабрію»): «Ми виїхали з Сантандера й зупинилися в Сантільяні, мертвому місті, як Брюгге, яке спало в глибині Історії. Все було овите самотністю і тишею, бо Сантільяна здається найбільш закутним містом у світі, найвіддаленішим від усіх шляхів активного життя. Ми бачили поважні будинки, які схожі на будинки людей з іншого століття… Старі будинки, дуже старі, криві, повні горбів…»
Як і письменниця Емілія Пардо Басан у «Через мальовничу Іспанію. З гори» («Por la España pintoresca. Desde la Montaña», 1894 рік): «Місто Сантільяна, яке є пам'ятником, не містить жодної іншої пам'ятки, власне кажучи, окрім абатства чи колегіальної церкви, яка, якби не її монастир, не затьмарила б пам'ять про інші колегіальні церкви, які я відвідав незадовго тому… Але дуже привертає увагу саркофаг діви Санта Іллана або Юліани, покровительки цих Астурій».
Романісти, які відвідали Сантільяна-дель-Мар і закохалися в неї, це, зокрема, Амос де Ескаланте (Amós de Escalante), Мігель де Унамуно та Рікардо Леон (Ricardo León). Багато авторів присвятили Сантільяні-дель-Мар вірші, деякі з найвідоміших — Герардо Дієго, Хосе Ієрро, Віктор Фернандес Льера, Хосе дель Ріо Сайнс, Рамон де Гарсіасоль і Мануель Гонсалес Ойос.
Цитата французького філософа і письменника Жана-Поля Сартра добре відома з його роману «Нудота», де він вклав у слова одного зі своїх героїв фразу, що «Сантільяна — найкрасивіше місто в Іспанії».
Антолін Есперан у «Подорожні враження: Сантандер» 1848 року написав: «Місто Сантільяна нагадує жінку, яка колись була красивою, рожевою, яка отримувала пахощі та обожнювання, а тепер, стара та зморшкувата, все ще уявляє, що вона серед його зелені, і що вони пам'ятають її, і що вона нав'язує свою особистість оточуючим, висловлюючись сучасною фразою. …міг би вигукнути, ніби опинився перед руїнами Пальміри. Тут було важливе і густонаселене місто, метрополія стародавньої Астурії, яка складала майже три чверті сучасної провінції Сантандер; колиска і домівка кантабрійської аристократії, яка володіла тут своїми палацами та вотчиною.»
Іспанський філософ Хосе Ортега-і-Гассет у 1925 році в «Глядачі» написав: «Сантільяна-дель-Мар, з його зовнішнім виглядом старовинного театрального декору, зробленого так, щоб перед ним можна було читати десятки творів без зупинки, спонукає нас шукати компенсацію в печері Альтаміра.»
Британський журналіст і письменник Чарльз Патрік Грейвс (Charles Patrick Graves) у своєму творі 1935 року «Триптих» написав: «Сантільяна … це перша пам'ятка старовини, гідна такої назви … Це важко описати… У ньому близько шестисот мешканців, двісті-триста будинків, приблизно кілька сотень ярдів. Проте хід цивілізації тут зупинився, але не лише абстрактно, як нагадує нам люта бруківка; Це змусило б навіть танк втратити гусені. Цікаво в цьому місті те, що кожен будинок колись належав дворянину. Оскільки в середні віки Сантільяна була центром уряду всієї Астурії, території завдовжки шістдесяти трьох миль і шириною п'ятдесяти чотирьох миль…».
У 1960 році створено групу видавців Editorial Santillana, яка сьогодні є частиною Grupo Santillana. Обидві компанії отримали свою назву саме від цього міста.

## Міста-побратими
- Ле-Дора (Франція)
- Борголавеццаро (Італія)

## Галерея зображень

Розташування муніципалітету
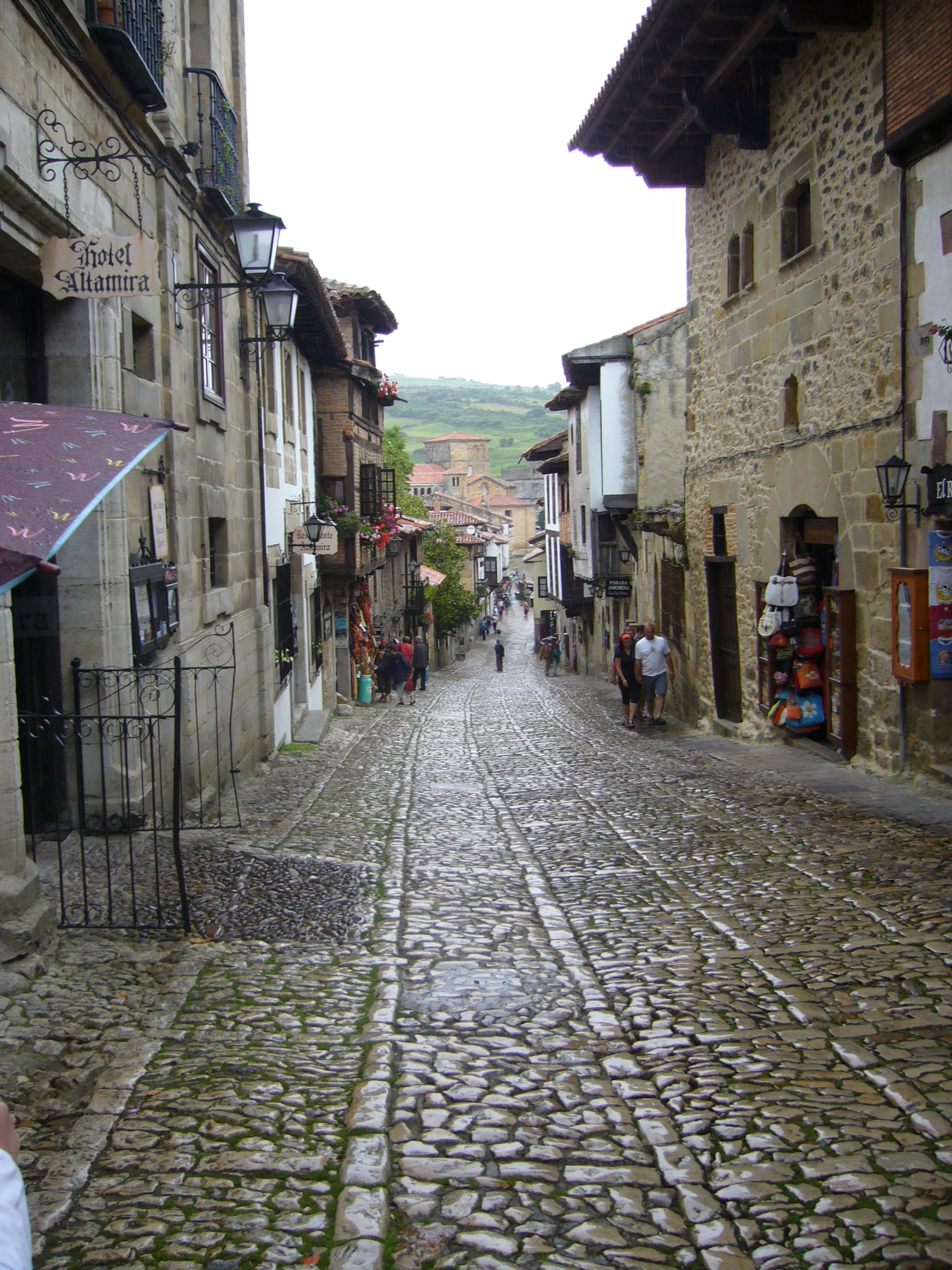
Вулиця містечка Сантільяна-дель-Мар
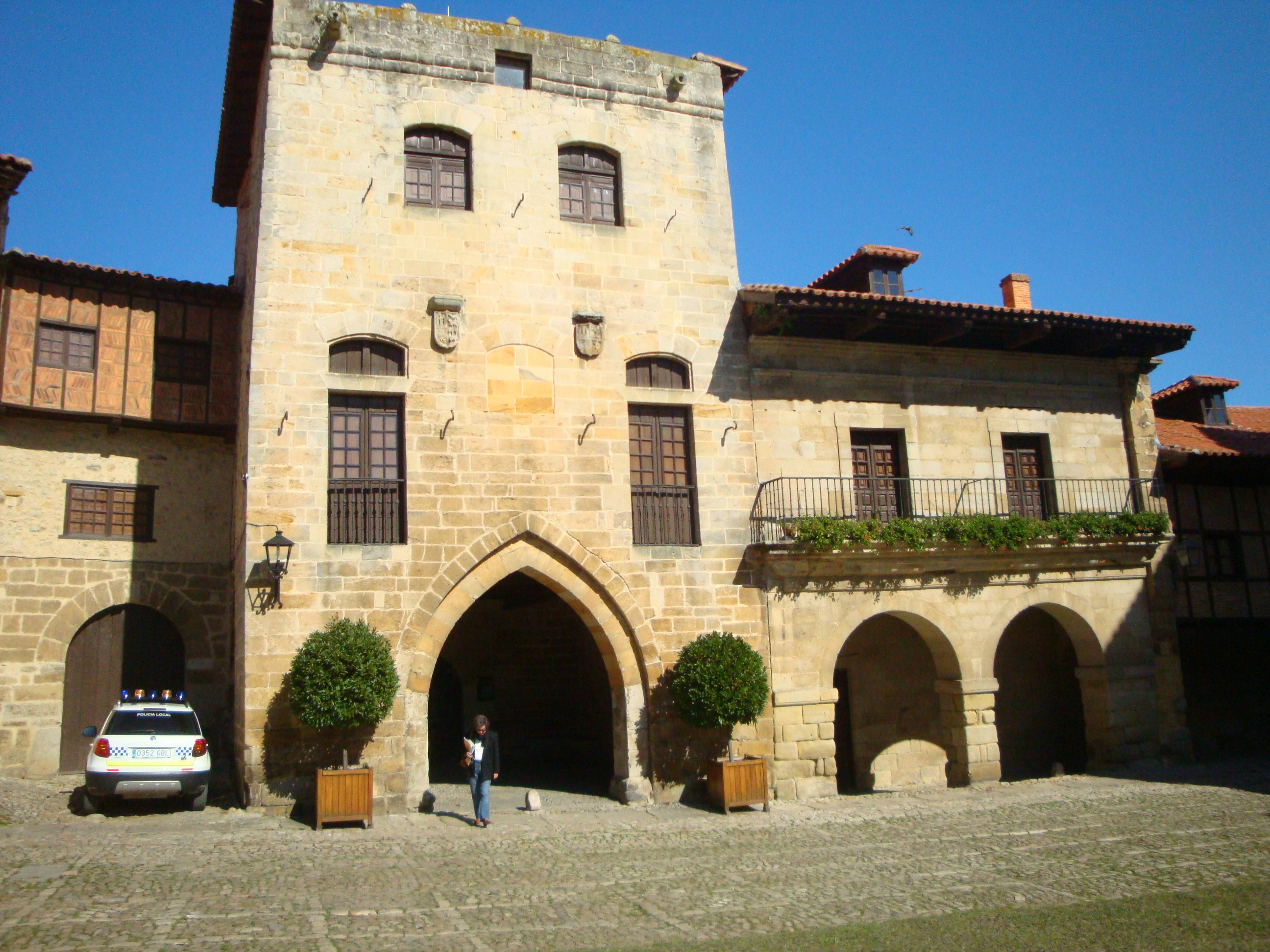
Одна з історичних будівель
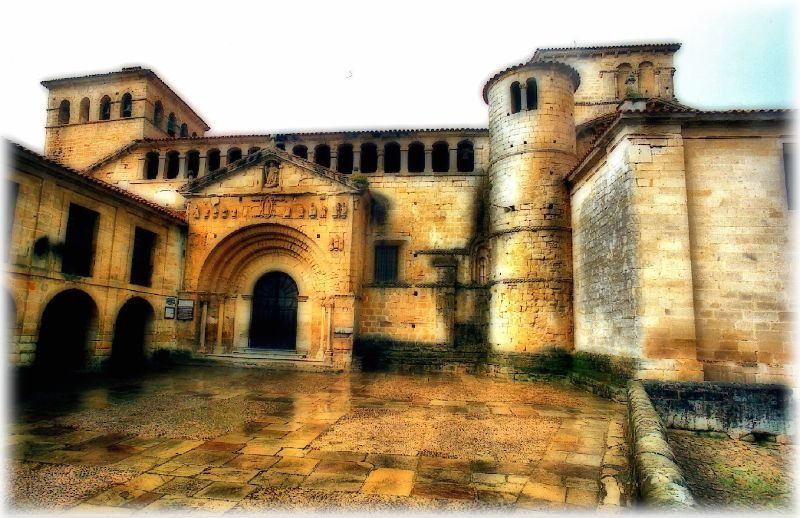
Колегіальна церква Сантільяна-дель-Мар
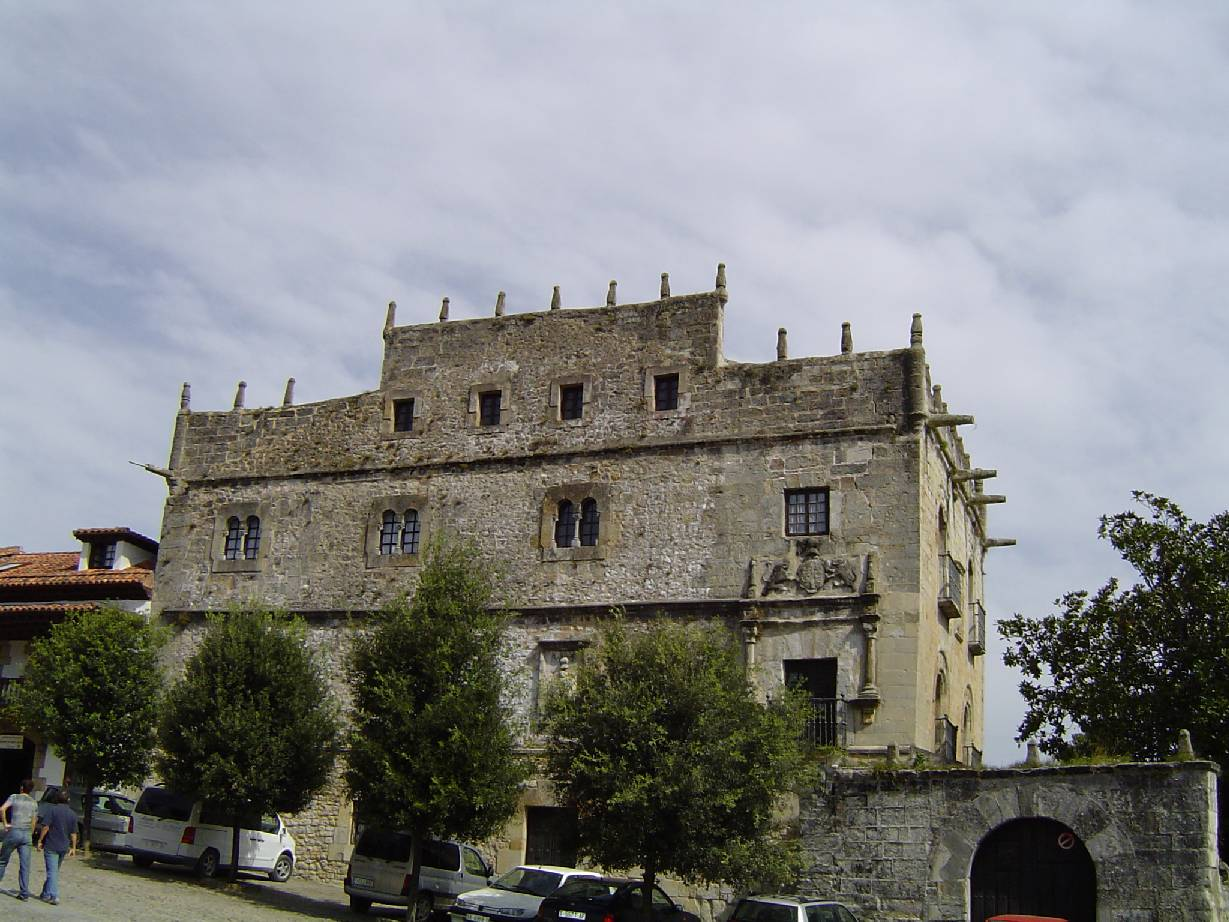
Палац де Беларде на Пласа-де-лас-Аренас в адміністративному центрі муніципалітету.
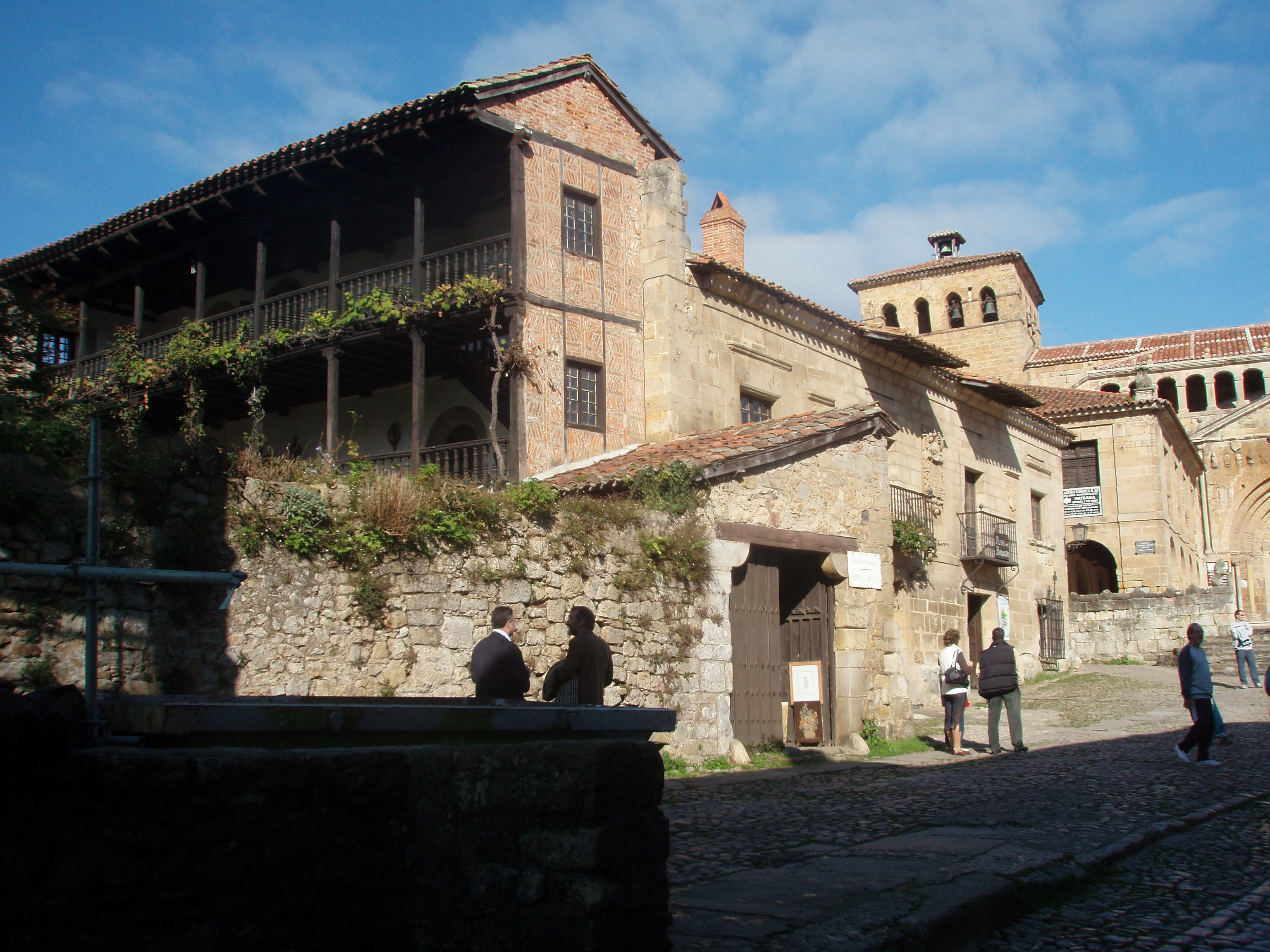
Будинки типової архітектури міста
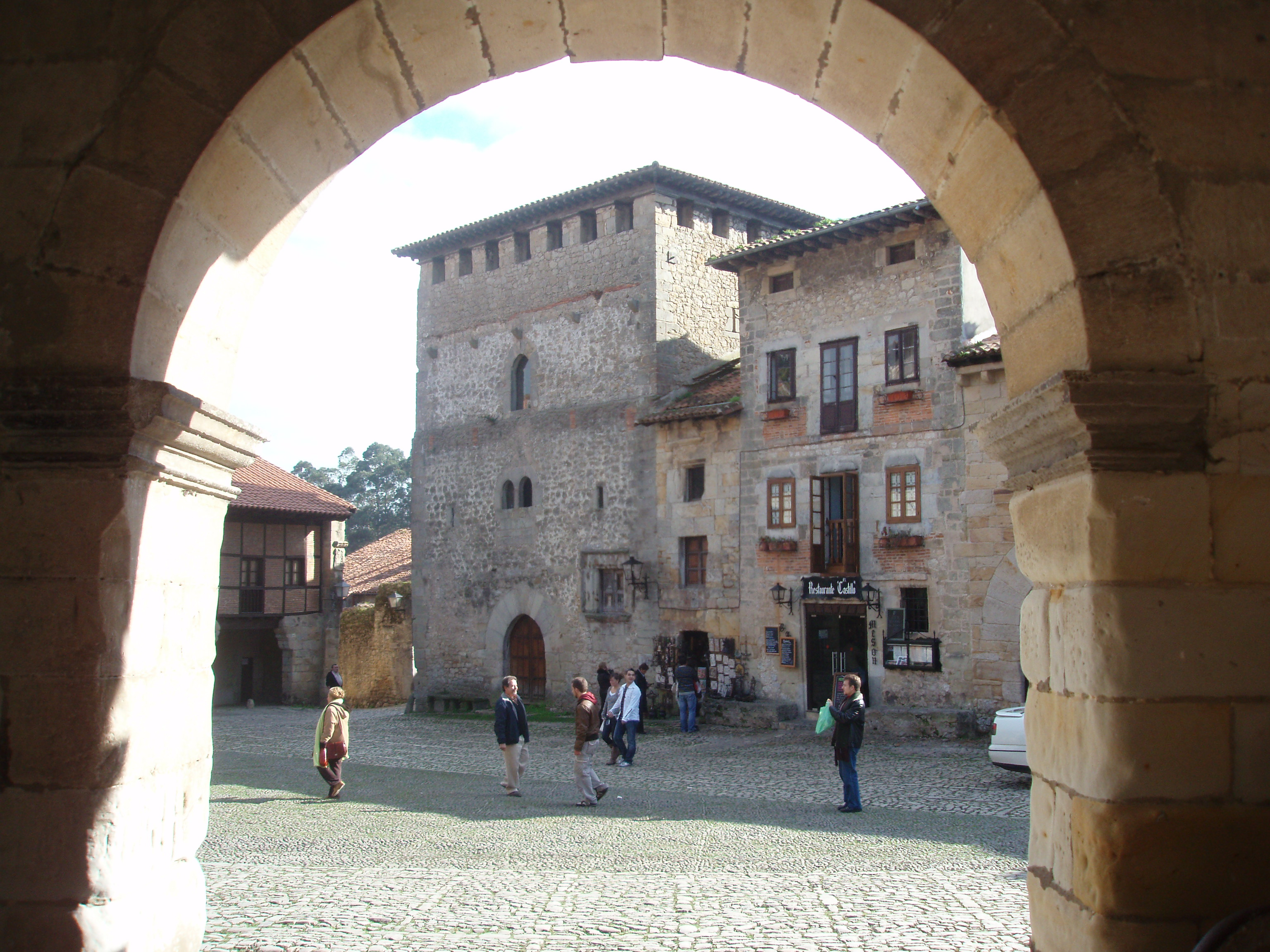
Одна з площ міста
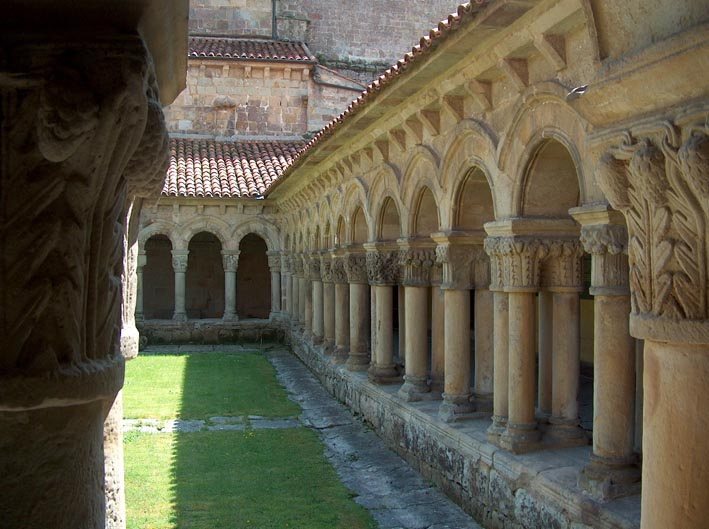
Монастир колегіальної церкви Сантільяна-дель-Мар
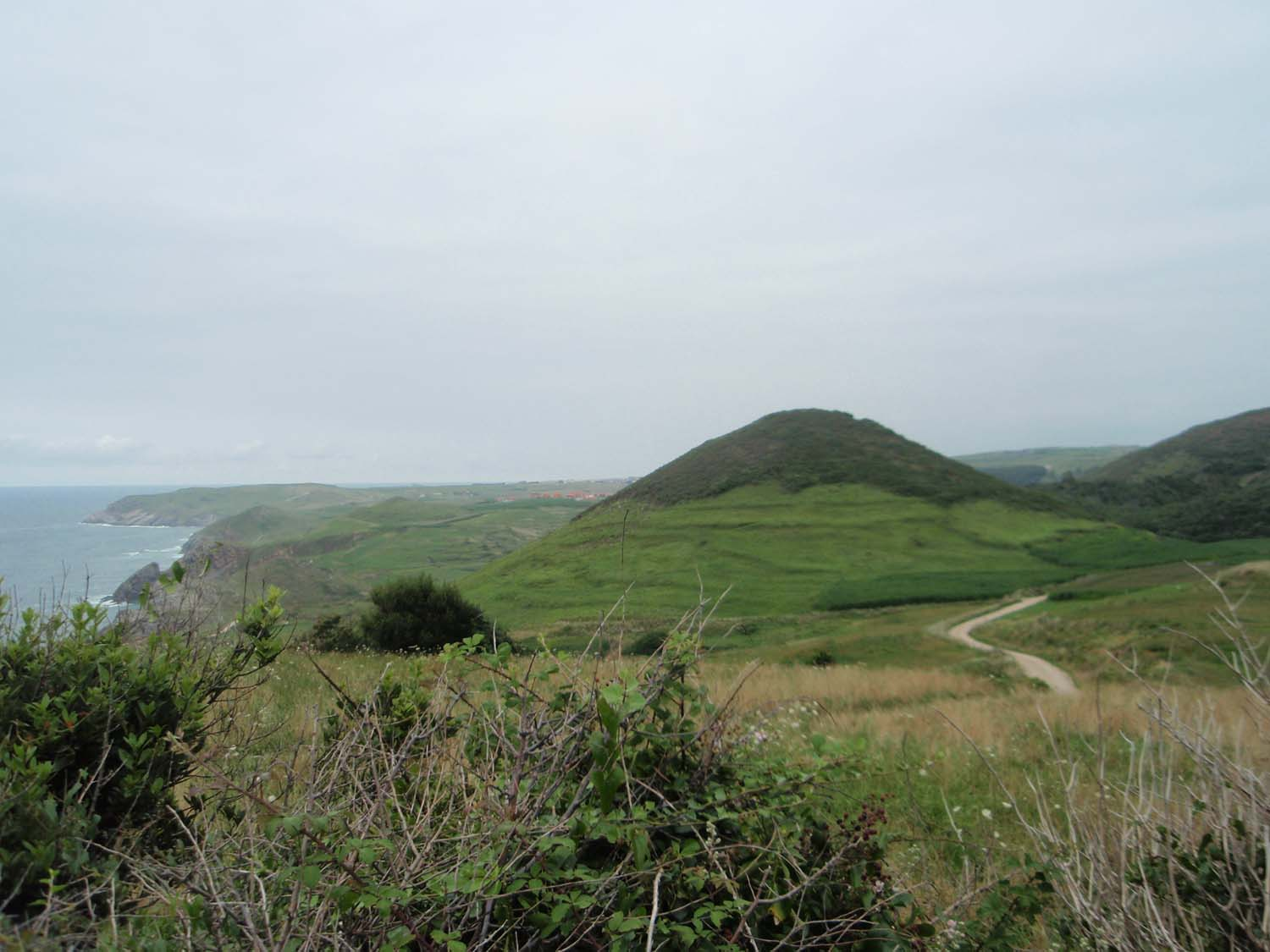
Вид на узбережжя муніципалітету Сантільяна-дель-Мар. Фото зроблено біля руїн Мортео
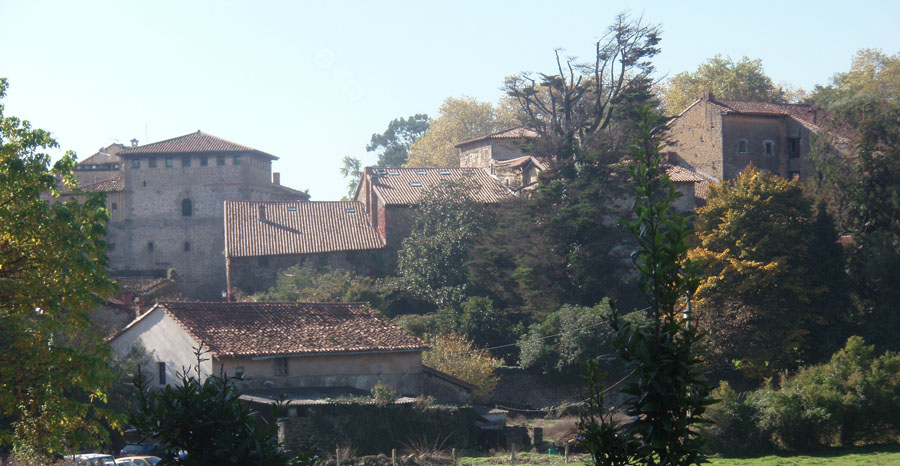
Вид на центр міста із заходу
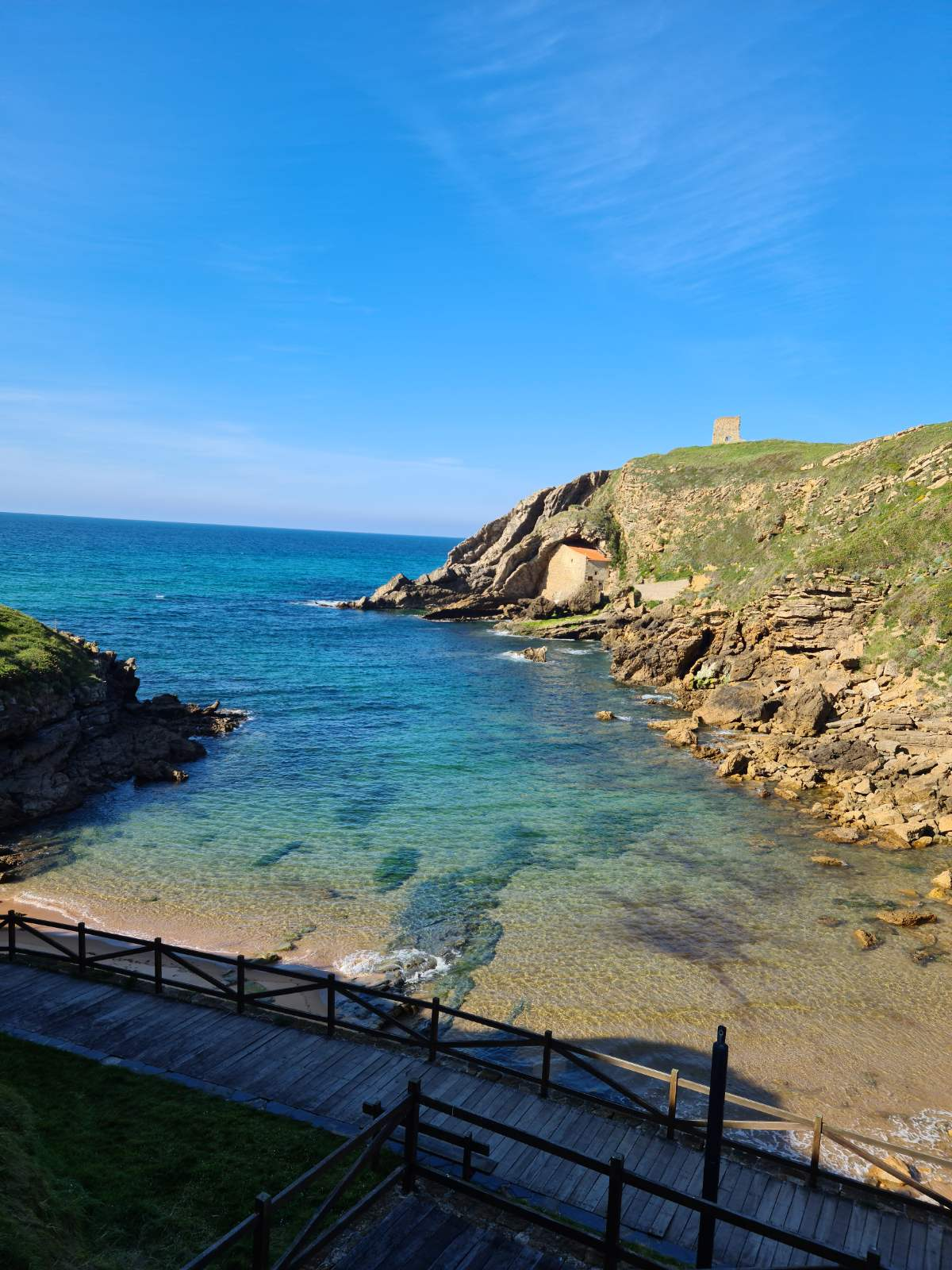
Пляж де Санта Хуста на північ від Сантільяна-дель-Мар, місце відпочинку містян. Видно залишки вежі Сан-Тельмо на скелі та вбудований в неї будинок нижче. На березі розташовані місця для пікніків
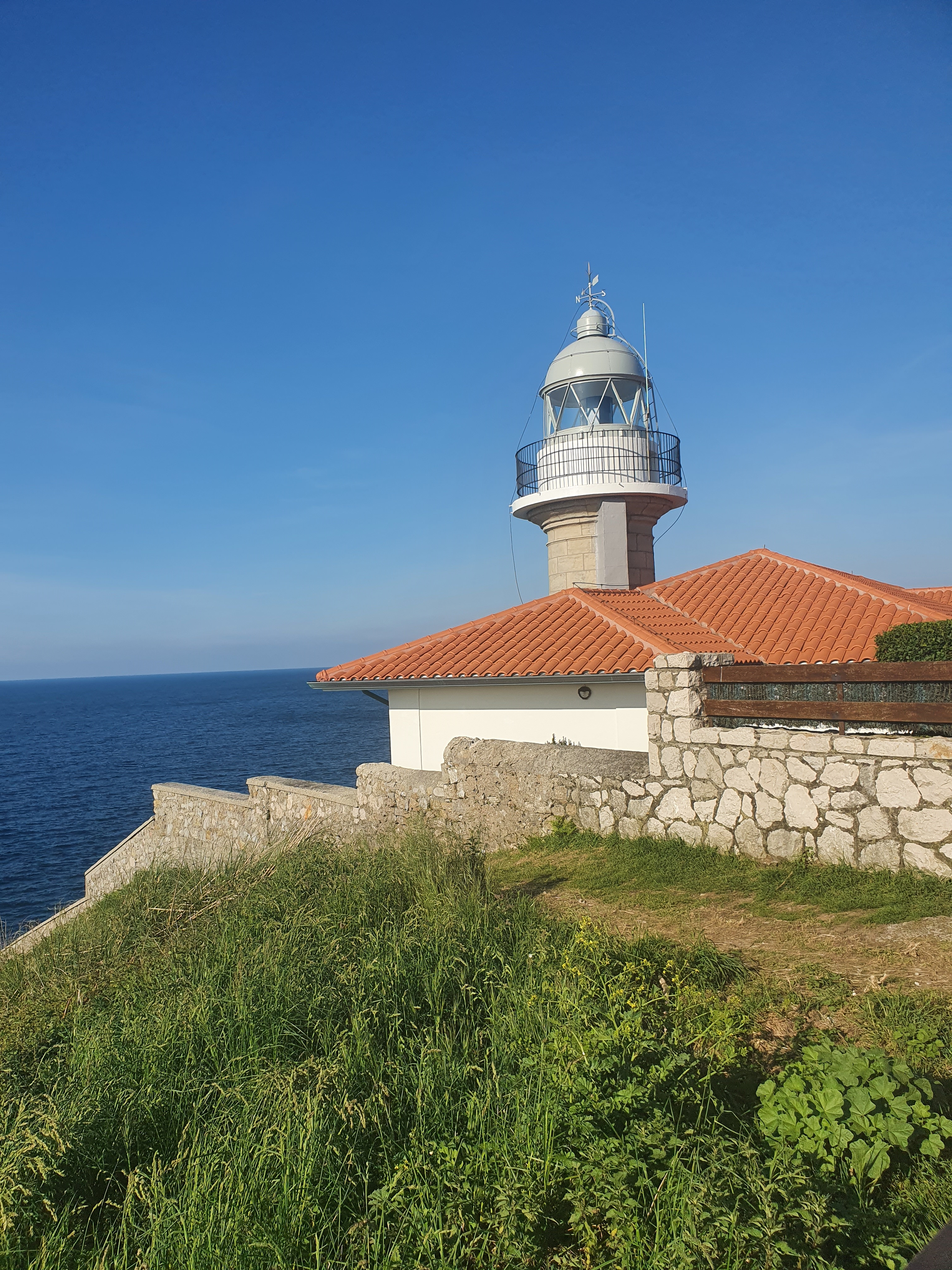
Мальовничий маяк де Суанчес, місце відпочинку жителів Сантільяна-дель-Мар